# Micropilina arntzi
Micropilina arntzi är en blötdjursart som beskrevs av Warén och Hain 1992. Micropilina arntzi ingår i släktet Micropilina och familjen Micropilinidae.
Artens utbredningsområde är Södra Ishavet. Inga underarter finns listade i Catalogue of Life.